# おしかけスピリチュアル
『おしかけスピリチュアル』は、2013年4月9日から2014年10月21日まで、毎週火曜日の23:58 - 24:45（JST）にテレビ東京系で放送されていた深夜バラエティ番組である。

## 概要
スピリチュアル女子大生CHIEが、芸能人の自宅に勝手に押し掛けて勝手の霊視しまくるというバラエティ番組。

## 出演者
- MC
  - CHIE
- おしかけエージェント（進行）
  - 岡田圭右（ますだおかだ）
  - 名倉潤（ネプチューン、2013年7月 - ）
  - 坪倉由幸（我が家、2013年10月 - ）
  - 坂下千里子

## スタッフ
- 構成：若井優介、村城大輔、尾頭祐平、宮平高広/遠藤昇輝
- カメラ：宮川量康、小川正明
- VE・音声：小笹直樹、新井直樹
- 視覚効果：高橋航介
- MA：浅井佑人
- 音響効果：吉冨愛
- タイトル：安居院一展
- イラスト：グレートインターナショナル、リトルベア
- 技術協力：港家、麻布プラザ、茂木工務店
- ヘアメイク：ファーストステップ
- 宣伝：森村祥子（テレビ東京）
- AP：鈴木淳司
- デスク：小島千明
- AD：石島慎也、旦野孝征、木皿博子
- ディレクター：高橋修二、安田太地、笠原由貴
- 演出：青木忠明
- プロデューサー：露木寛子（テレビ東京）、北詰由賀、小田部正秀/岡田英吉（テレビ東京）
- 制作協力：THE WORKS
- 製作著作：テレビ東京

### 過去のスタッフ
- 構成：狩野孝彦
- 技術協力：テクノマックス
- 美術：LOOP
- 宣伝：長江璃奈（テレビ東京）
- ディレクター：齋藤愛
- プロデューサー：石井成臣（テレビ東京）、中間恒

## ネット局と放送時間
| 放送対象地域   | 放送局                | 放送系列       | 放送日時           | 放送期間                       | 遅れ日数   |
| -------------- | --------------------- | -------------- | ------------------ | ------------------------------ | ---------- |
| 関東広域圏     | テレビ東京（TX）      | テレビ東京系列 | 火曜 23:58 - 24:45 | 2013年4月9日 - 2014年10月21日  | 制作局     |
| 北海道         | テレビ北海道（TVh）   | テレビ東京系列 | 火曜 23:58 - 24:45 | 2013年4月9日 - 2014年10月21日  | 同時ネット |
| 愛知県         | テレビ愛知（TVA）     | テレビ東京系列 | 火曜 23:58 - 24:45 | 2013年4月9日 - 2014年10月21日  | 同時ネット |
| 大阪府         | テレビ大阪（TVO）     | テレビ東京系列 | 火曜 23:58 - 24:45 | 2013年4月9日 - 2014年10月21日  | 同時ネット |
| 岡山県・香川県 | テレビせとうち（TSC） | テレビ東京系列 | 火曜 23:58 - 24:45 | 2013年4月9日 - 2014年10月21日  | 同時ネット |
| 福岡県         | TVQ九州放送（TVQ）    | テレビ東京系列 | 火曜 23:58 - 24:45 | 2013年4月9日 - 2014年10月21日  | 同時ネット |
| 滋賀県         | びわ湖放送（BBC）     | JAITS          | 火曜 23:58 - 24:45 | 2013年4月9日 - 2014年10月21日  | 同時ネット |
| 奈良県         | 奈良テレビ（TVN）     | JAITS          | 月曜 23:58 - 24:28 | 2013年4月22日 - 2011年11月10日 | 13日遅れ   |
| 和歌山県       | テレビ和歌山（WTV）   | JAITS          | 木曜 26:05 - 26:35 | 2013年6月27日 - 2014年12月4日  | 58日遅れ   |
| 宮城県         | 仙台放送（OX）        | フジテレビ系列 | 水曜 25:10 - 25:57 | 2013年4月18日 - 2014年11月5日  | 8日遅れ    |
| 鹿児島県       | 鹿児島テレビ（KTS）   | フジテレビ系列 | 金曜 25:05 - 25:35 | 2013年4月26日 - 2014年11月28日 | 17日遅れ   |
| 長崎県         | テレビ長崎（KTN）     | フジテレビ系列 | 月曜 25:15 - 25:45 | 2013年4月29日 - 2014年12月22日 | 20日遅れ   |
| 沖縄県         | 沖縄テレビ（OTV）     | フジテレビ系列 | 火曜 15:59 - 16:50 | 2013年4月30日 - 2015年3月17日  | 21日遅れ   |
| 熊本県         | テレビ熊本（TKU）     | フジテレビ系列 | 火曜 25:05 - 26:00 | 2013年5月7日 - 2014年12月9日   | 28日遅れ   |
| 広島県         | 中国放送（RCC）       | TBS系列        | 木曜 24:28 - 24:58 | 2013年7月11日 - 2014年12月18日 | 79日遅れ   |
| 福島県         | テレビユー福島（TUF） | TBS系列        | 月曜 24:28 - 24:58 | 2013年7月15日 - 2015年2月9日   | 97日遅れ   |
| 新潟県         | テレビ新潟（TeNY）    | 日本テレビ系列 | 木曜 24:59 - 25:29 | 2013年9月24日 - 2015年3月20日  | 168日遅れ  |
| 愛媛県         | 愛媛朝日テレビ（eat） | テレビ朝日系列 | 月曜 24:20 - 25:15 | 2014年3月31日 - 2014年10月6日  | 174日遅れ  |
| 岩手県         | IBC岩手放送（IBC）    | TBS系列        | 月曜 24:41 - 25:28 | 2014年3月31日 - 2014年11月24日 | 34日遅れ   |